# Minardi M197
 (signalé en mai 2025).
Si vous disposez d'ouvrages ou d'articles de référence ou si vous connaissez des sites web de qualité traitant du thème abordé ici, merci de compléter l'article en donnant les références utiles à sa vérifiabilité et en les liant à la section « Notes et références ».
- Archive Wikiwix
- Bing
- Cairn
- DuckDuckGo
- E. Universalis
- Gallica
- Google
- G. Books
- G. News
- G. Scholar
- Persée
- Qwant
- (zh) Baidu
- (ru) Yandex
- (wd) trouver des œuvres sur Wikidata

Chronologie des modèles (1997)
Minardi M195B Minardi M198
La Minardi M197 est la monoplace de Formule 1 engagée par la Scuderia Minardi lors de la saison 1997 de Formule 1. Les deux pilotes titulaires de la monoplace étaient Ukyo Katayama, provenant de Tyrrell et Jarno Trulli, jeune espoir italien de la Formule 1. Mais celui-ci fut reconduit chez Prost en remplacement d'Olivier Panis, gravement blessé après son accident au Grand Prix du Canada et il fut remplacé par le Brésilien Tarso Marques.
Cette année est marquée pour Minardi pour sa collaboration très proche avec Fondmetal, qui d'ailleurs assurait le budget de l'équipe, mais les voitures déçurent énormément. À cause du faible moteur V8 Hart, les deux voitures restent en fin de peloton et même les pneus Bridgestone n'assurent pas de bataille avec les Tyrrell. Heureusement les deux monoplaces étaient mieux préparées que les  MasterCard Lola (même si elles n'ont été présentes que lors du premier Grand Prix).
Elles ne réussiront pas à marquer de points durant cette saison. La meilleure place fut la neuvième place obtenue à deux reprises par Jarno Trulli aux Grands Prix d'Australie et d'Argentine.

## Résultats en championnat du monde de Formule 1
| Saison | Écurie          | Moteur  | Pneus       | Pilotes       | Courses | Courses | Courses | Courses | Courses | Courses | Courses | Courses | Courses | Courses | Courses | Courses | Courses | Courses | Courses | Courses | Courses | Points inscrits | Classement |
| Saison | Écurie          | Moteur  | Pneus       | Pilotes       | 1       | 2       | 3       | 4       | 5       | 6       | 7       | 8       | 9       | 10      | 11      | 12      | 13      | 14      | 15      | 16      | 17      | Points inscrits | Classement |
| ------ | --------------- | ------- | ----------- | ------------- | ------- | ------- | ------- | ------- | ------- | ------- | ------- | ------- | ------- | ------- | ------- | ------- | ------- | ------- | ------- | ------- | ------- | --------------- | ---------- |
| 1997   | Minardi F1 Team | Hart V8 | Bridgestone |               | AUS     | BRÉ     | ARG     | SMR     | MON     | ESP     | CAN     | FRA     | GBR     | ALL     | HON     | BEL     | ITA     | AUT     | LUX     | JAP     | EUR     | 0               | 11e        |
| 1997   | Minardi F1 Team | Hart V8 | Bridgestone | Ukyo Katayama | Abd     | 18e     | Abd     | 11e     | 10e     | Abd     | Abd     | 11e     | Abd     | Abd     | 10e     | 14e     | Abd     | 11e     | Abd     | Abd     | 17e     | 0               | 11e        |
| 1997   | Minardi F1 Team | Hart V8 | Bridgestone | Jarno Trulli  | 9e      | 12e     | 9e      | Np      | Abd     | 15e     | Abd     |         |         |         |         |         |         |         |         |         |         | 0               | 11e        |
| 1997   | Minardi F1 Team | Hart V8 | Bridgestone | Tarso Marques |         |         |         |         |         |         |         | Abd     | 10e     | Abd     | 12e     | Abd     | 14e     | Dsq     | Abd     | Abd     | 15e     | 0               | 11e        |

Légende : ici 